# Caenoprosopon minus
Caenoprosopon minus är en tvåvingeart som först beskrevs av Taylor 1918.  Caenoprosopon minus ingår i släktet Caenoprosopon och familjen bromsar. Inga underarter finns listade i Catalogue of Life.